# Enchytraeus buchholzi
Roupice Enchytraeus buchholzi Vejdovský, 1879 je kroužkovec z čeledi roupicovitých. Rodové jméno Enchytraeus pochází z řeckého εν χύτρα „z hrnku“, druhové jméno dostal po německém zoologovi R. W. Buchholzovi.

## Popis
Roupice Enchytraeus buchholzi je průsvitně bělavý červ. Tělo je článkované, opatřené opaskem.

## Rozmnožování
Roupice Enchytraeus buchholzi je obojetník.

## Význam
Roupice Enchytraeus buchholzi slouží jako modelový organismus. V akvaristice je využívána jako živé krmivo – známé pod názvem grindal. Název grindal dostala roupice po Švédce Morten Grindal, která se zabývala jejich kultivací.